# Francisco Cabrera Santos
Francisco «Paco» Cabrera Santos (La Palma, Islas Canarias, España, 14 de mayo de 1946; Miami, Estados Unidos, 26 de febrero de 2010) fue un político y empresario venezolano-español que se desempeñó como alcalde del Municipio Valencia entre 1996 y 2008, siendo la persona que más tiempo ha ocupado dicho cargo. 

## Primeros años
Nació en La Palma, Islas Canarias en España y llegó a San Felipe, Estado Yaracuy, Venezuela como inmigrante en 1953 cuando contaba con siete años, junto a su padre Francisco, su madre María y sus hermanos Dulce, Amansio y Rafael, huyendo de las secuelas de la Segunda Guerra Mundial, y el afianzamiento de la dictadura de Franco. Su familia se dedicó en San Felipe al comercio de papelería, librería, comestibles y tipografía. Cabrera en su niñez repartía en bicicleta mercancías de un abasto, posteriormente en su adolescencia dirigiendo una tipografía aprende Artes Gráficas.
A los 17 años se estableció en Valencia, Estado Carabobo, Venezuela, lugar donde inició una empresa de suministro y distribución de implementos de oficina y materiales de construcción.

## Trayectoria

### En la administración regional
Cabrera se convirtió en 1992 en el primer presidente de la Fundación Carabobeña para el desarrollo del Deporte (Fundadeporte). En su cargo obtuvo grandes éxitos, en los cuales elevó el desempeño deportivo del estado permitiendo a su selección ganar cuatro ediciones consecutivas de los Juegos Deportivos Nacionales de Venezuela. 
Durante su administración de Fundadeporte, fue presidente del Comité Organizador de los V Juegos Suramericanos. Debido a inconvenientes de la Organización Deportiva Suramericana en la selección de la sede de los Juegos Suramericanos del año 1994, tomó el reto de dirigir, en un plazo muy corto, la organización de los Juegos Suramericanos Valencia 1994. Además durante su gestión se construyó la Villa Olímpica, conocida como «El Templo Nacional Deportivo», la cual albergó a los atletas de este evento deportivo.
Mientras Henrique Salas Römer fue gobernador, se desempeñó como un importante gerente como presidente del Instituto de Vialidad de Carabobo (INVIAL), director de Fundalegría y del Instituto de Puerto Autónomo de Puerto Cabello. Fue el coordinador de la construcción del parque Fernando Peñalver.

### Alcalde del Municipio Valencia (1996-2008)
Incursiona en la política en 1995 como candidato a la Alcaldía de Valencia con el apoyo del partido Proyecto Venezuela. Fue escogido entre los diez mejores alcaldes del mundo en el año 2006. Para las elecciones de 2000, fundado su partido ConPaco, que más allá de ser una organización política consolidada servía como su plataforma electoral, y con la cual obtuvo representación ante el Concejo Municipal. Esto se debió principalmente a que el partido Proyecto Venezuela le retiró el apoyo.
Cuando tomó el cargo de Alcalde del Municipio de Valencia, comenzó con un proyecto de mejora de la administración pública. Optimizó el recaudo de impuestos locales, permitiendo incrementar notablemente los recursos del municipio. Además desarrolló una reforma administrativa que le permite el desarrollo de los proyectos de manera eficiente. A través de la Fundación para la Cultura, se realizó una labor de rescate del patrimonio religioso, artístico y civil de la ciudad. Las obras pictóricas más emblemáticas fueron restauradas, entre ellas: la estatuaria de los parques de Valencia, los vitrales de la Catedral, las estatus de la Libertad y José Antonio Páez, etc.

Alcaldía durante su desempeño como alcalde

Bajo el proyecto llamado Valencia 2020, buscaba convertir la ciudad de Valencia en una metrópolis contemporánea, sin perder la sensibilidad por lo tradicional y revitalizando la ciudad a través de obras de restauración. Entre los objetivos del proyecto destacaban la recuperación del sur de Valencia y hacer efectivo los servicios públicos. Igualmente, en 1997, dio inicio a la construcción del Metro de Valencia aperturando el proceso de licitación para la línea 1. Cabrera comentó que la cultura era una de sus prioridades de su administración ya que era el «reflejo del pueblo» y sus orígenes.
Durante su gobierno, Paco Cabrera expresó su reclamo a la Ley de Administración Pública Municipal donde las alcaldías tienen entre sus competencias el servicio de agua ya que solicitó que Hidrocentro construyera en la ciudad plantas de tratamiento para que el agua sea apta para el consumo humano. Su argumento se soportaba en las redes de servicio colapsadas y la falta de presupuesto de la entidad municipal para solucionar este inconveniente.

### Candidatura a gobernador en 2008
Cabrera tuvo intención de postularse a la gobernación de Carabobo en las elecciones regionales de 2008, para las cuales tenía un excelente desempeño en las encuestas. No obstante, fue imposibilitado de postularse ya que una interpretación de la Sala Constitucional del Tribunal Supremo de Justicia, en sentencia N.° 1699 del 10 de noviembre de 2008 consideró que aquellos venezolanos naturalizados no pueden optar a ser gobernadores en estados fronterizos, de acuerdo con el Artículo 41 de la Constitución. Esto se debió a que la Sala Constitucional en la misma sentencia argumentó que Carabobo es un estado fronterizo al limitar con el Mar Caribe. Dicha decisión fue vista por la oposición como influenciada por tintes políticos, ante la alta posibilidad de Cabrera de llegar al poder en el estado.

## Muerte
Sufrió de cáncer de Colon que se desarrolló silenciosamente y cuando fue detectado se había extendido por su cuerpo. El 26 de febrero de 2010, fallece a causa del cáncer en la ciudad de Miami donde se encontraba bajo un tratamiento médico intensivo. Fue reconocido por su capacidad de trabajo, dinamismo y un don especial de lograr la cooperación de la gente. El concejo municipal de Valencia en una sesión especial realizada el 2 de marzo del 2010 en homenaje póstumo a Paco Cabrera, decretó tres días de duelo. Al salón de sesiones acudieron directores, colaboradores, amigos, como representantes gubernamentales y de las organizaciones civiles. El 4 de marzo se realizó su última despedida en la ciudad de Valencia, Venezuela, luego que su restos arribaron de Miami. Su sepelio fue en la Funeraria Abadía Imperial acompañado en oración por el padre Pedro de Freitas.
Luego se realizó una misa de cuerpo presente dirigida por el arzobispo monseñor Reinaldo Del Prette en la Basílica Catedral de la ciudad, el ataúd permaneció cerrado durante toda la misa y cubierta por una bandera nacional. La misa contó con la asistencia de decenas de seguidores, y recibió honores de la Policía Municipal y Cuerpo de Bomberos.

## Legado
Luego de tres periodos consecutivos frente a la Alcaldía Municipal de Valencia, se resaltan los siguientes aportes para la ciudad de Valencia, Venezuela
- Feria Internacional de Valencia, durante ocho años se desarrolló e impulsó la tradicional Feria Internacional de Valencia realizada en el parque Recreativo del Sur.[21][22] El evento reunía a miles de personas que acudían al parque ferial y además se realizaba en honor a la patrona Nuestra Señora del Socorro.
- Plaza de Toros Monumental de Valencia, restauración y embellecimiento de la segunda plaza más grande de Latinoamérica. Se adornó con un monumento de un gran toro diseñado por Wladimir Zabaleta, un museo de la torería y una policromía de Carlos Cruz-Díez con el escudo del municipio de Valencia. Una vez se culminó las restauración de la plaza Monumental y el parque Recreativo Sur sede de la Feria Internacional de Valencia, convirtió el sector en sede de importantes Ferias y Espectáculos. Entre ellos se organizaron corridas con toreros de Colombia, España, México y Francia. En un corto tiempo la plaza Monumental de Valencia se comenzó a comparar con las primeras del continente, como la de Lima, Manizales y San Marcos en México.[5] Además se tuvo el detalle de invitar para la reinauguración al tenor Luciano Pavarotti en un concierto histórico realizado el 5 de marzo de 1998. Estuvo acompañado con la Orquesta Sinfónica de Carabobo y dirigido por Janos Acs.[5]
- Avenida Bolívar Norte, reconstrucción y ampliación de la principal arteria vial de la ciudad. El proyecto además incluyó el colocado de faroles, reforestación y remodelación de la redoma de Guaparo con la inclusión de una gran policromía de Carlos Cruz-Díez.

- Metro de Valencia (Venezuela),[23] en 1997 se dio inicio a los procesos licitatorios para la construcción de este medio de transporte y tuvo la oportunidad de dirigir el comienzo de obras y entregar la primera estación.[24] Tal fue su interés que darle a la ciudad un Metro que se mudó para las oficinas del Metro y realizar su labor municipal desde allí. Durante la administración municipal de Paco Cabrera, se construyó la primera línea del Metro, única que está en funcionamiento a la fecha. A pesar de sus esfuerzos por el desarrollo del Metro, no fue invitado para el acto de inauguración de la obra en el 2006 por órdenes del gobierno nacional.[3] Y posteriormente fue sacada la Alcaldía de Valencia de la dirección de las obras y fue trasladada la función a la empresa de ferrocarriles del gobierno nacional.* Metro de Valencia (Venezuela),[23] [24] [3]

- Plaza Públicas, remodelación de las plazas de la capital de Carabobo entre ellas las plazas Montes de Oca, de las esculturas (museo al aire libre Andrés Pérez Mujica), cementerio municipal, parque Recreativo Sur, El Viñedo, San Blas, La Bacante, La Candelaria, La Glorieta, Los Caobos y Santa Rosa. Su conexión con artistas valencianos, le permitió usar esculturas de Alexis Mujica, Carlos Cruz-Díez y para las plazas cercas diseñadas por Wladimir Zabaleta.
- Parque Fernando Peñalver, coordinador de la construcción de este parque natural de 21 km² y una longitud de 2 km.
- Ruta de la Cultura promovió el desarrollo de Festivales Internacionales de las Artes, entre ellos se destacaron: los festivales tradicionales navideños y el Festival 100% rock venezolano.
- Funval (Mejoramiento Industrial y Sanitario de Valencia), fundación y desarrollo de más de cuatro mil viviendas en Ciudad Plaza.[25]
- Ruta de la Salud y Ruta de la Cultura, desarrollo de centros comunales, de salud y escuelas en los barrios y zonas de bajos recursos.

## Reconocimientos
- Noviembre de 2004 - El Círculo de Reporteros Gráficos de Venezuela (CRGV) le otorgó el Botón de Honor.[26]
- Noviembre de 2004 - La asociación Amigos Taurinos de Aragua (ATA) le designó “Alcalde Taurino del Año”.[27]
- Septiembre de 2006 - Premio a la Transparencia Municipal otorgado por la organización Transparencia Internacional.[28]
- Octubre de 2006 - Seleccionado entre los diez mejores alcaldes del mundo en el año 2006.[4]
- Junio de 2007 - Homenaje de la Sociedad Amigos de Valencia convirtiéndolo miembro honorario de la Sociedad Amigos de Valencia.[11]
- Noviembre 2008  - Insignia de Plata del Círculo Taurino de Valencia.[29]
- Presidente vitalicio del Círculo de Periodistas y Reporteros Gráficos Deportivos, Seccional Carabobo-Cojedes.
- Hijo Adoptivo de la Ciudad de Valencia.[7]
- Recibido la Orden Arturo Michelena.[7]
- Premio Líder Deportivo de Carabobo.[7]

| Predecesor: Argenis Ecarri           | Alcalde del Municipio de Valencia 1995–2000 | Sucesor: Francisco Cabrera Santos |
| Predecesor: Francisco Cabrera Santos | Alcalde del Municipio de Valencia 2000–2004 | Sucesor: Francisco Cabrera Santos |
| Predecesor: Francisco Cabrera Santos | Alcalde del Municipio de Valencia 2004–2008 | Sucesor: Edgardo Parra            |